# قايدو غاتي (صحفي)
قايدو غاتي (بالإيطالية: Guido Gatti)‏ هو صحفي إيطالي، ولد في 30 مايو 1892 في كييتي في إيطاليا، وتوفي في 11 مايو 1973 في جروتافيراتا في إيطاليا.